# Anna Olsson (längdskidåkare)
Anna Olsson, född Dahlberg 1 maj 1976 i Kramfors, är en svensk längdskidåkare som tillsammans med Lina Andersson tog OS-guld i damernas sprintstafett vid olympiska vinterspelen 2006 i Turin i Italien. Hon deltog även i OS 2002 och OS 2010.
Olsson gick på idrottsgymnasiet i Sollefteå. Hon är gift med Johan Olsson och bor i Sundsvall. Systrarna Sofia (äldre) och Erika (yngre) har också haft skidframgångar.
- Klubb: Åsarna IK.
- Moderklubb: Kramfors-Alliansen.

Den 17 oktober 2009 meddelade hon att säsongen 2009/2010 skulle bli hennes sista.

## Meriter
- Guld, sprintstafett, Olympiska vinterspelen 2006
- Silver, Sprintstafett, VM 2009
- 4:a, klassisk sprint, Olympiska vinterspelen 2010
- 4:a, sprint, VM 2007
- Tio SM-guld, därav tre i sprint. Senaste SM-segern kom på 30 km 2007 (Bruksvallarna). Hon har dessutom två sprintstafettguld för Åsarna (tillsammans med Ida Ingemarsdotter) samt tre guld i traditionell stafett samt 14 lagguld. Som junior tog hon sista året (1996) guld och silver.
- I världscupen har hon tagit två deltävlingssegrar (Davos säsongen 2005–2006 och Slottssprinten 2010) och två tredjeplatser i sprintcupen (2004 och 2005). En skada efter ett fall i besvärlig bergsterräng förstörde inledningen av säsongen 2006–2007.